# Michael Warfel
Michael William Warfel (ur. 16 września 1948 w Elkhart, Indiana) – amerykański duchowny katolicki, biskup Great Falls-Billings w metropolii Portland w latach 2007–2023.

## Życiorys
Pochodził z rodziny mieszanej pod względem wyznania. Będąc pod wpływem religii katolickiej swej matki przyjął chrzest w wieku dwunastu lat. Studiował na Indiana University, a także w seminariach w Cincinnati i Colchester. Będąc już seminarzystą odwiedził pewnego lata swą siostrę mieszkającą na Alasce i postanowił, że tam właśnie rozpocznie pracę duszpasterską po uzyskaniu święceń kapłańskich. Otrzymał zgodę ordynariusza rodzinnej diecezji Fort Wayne-South Bend i został włączony do archidiecezji Anchorage. Dnia 26 kwietnia 1980 ordynowany do kapłaństwa w katedrze św. Mateusza w South Bend przez abpa Francisa Hurleya, ówczesnego metropolity Anchorage. Służył następnie duszpastersko na terenie archidiecezji Anchorage, będąc m.in. proboszczem w Wasilla i Kodiak.
19 listopada 1995 otrzymał nominację na biskupa Juneau na Alasce. Sakry udzielił mu szafarz jego święceń kapłańskich abp Hurley. 20 listopada 2007 mianowany ordynariuszem Great Falls-Billings w Montanie.
22 sierpnia 2023 papież Franciszek przyjął jego rezygnację z funkcji biskupa diecezjalnego.